# 타마라 드류
타마라 드류(Tamara Drewe)는 영국에서 제작된 스티븐 프리어스 감독의 2010년 코미디 영화이다. 젬마 아터튼 등이 주연으로 출연하였고 앨리슨 오웬 등이 제작에 참여하였다.

## 출연

### 주연
- 젬마 아터튼
- 루크 에반스

### 조연
- 도미닉 쿠퍼
- 탬신 그레이그
- 로저 알람
- 빌 캠프
- 자라 아마디
- 제시카 바든
- 조시 테일러
- 조엘 프라이
- 나타샤 앨더스레이드
- 존 플림머

## 제작진
- 원작자: 포시 시몬즈
- 미술: 앨런 맥도널드
- 세트: 티나 존스
- 의상: 콘소라타 보일